# Monoterapia
Per monoterapia si intende l'utilizzo di un unico agente terapeutico (p.es un solo farmaco) nel trattamento di una patologia. 

## Vantaggi
- Maggiore facilità nell'individuazione dell'effetto terapeutico desiderato e di eventuali reazioni indesiderate durante l'assunzione di un farmaco singolo rispetto alla politerapia con farmaci differenti o analoghi i cui effetti desiderati e indesiderati possono sommarsi e confondersi.
- Talora maggiore complicanze da parte del paziente.
- Riduzione del rischio di interazioni negative tra farmaci.

## Svantaggi
- Utilizzo di dosi maggiori dell'agente terapeutico usato singolarmente
- Non si sfrutta il sinergismo (p. es. farmacologico) tra agenti terapeutici
- Nella chemioterapia antibiotica, la monoterapia può indurre resistenza all'antibiotico da parte del germe patogeno.